# Anajatuba
Anajatuba is een gemeente in de Braziliaanse deelstaat Maranhão. De gemeente telt 25.063 inwoners (schatting 2009).